# Tatort: Der lange Arm des Zufalls
Der lange Arm des Zufalls ist ein Fernsehfilm aus der Fernseh-Kriminalreihe Tatort der ARD und des ORF. Es ist der zweite gemeinsame Fall des Berliner Ermittlerduos Ritter und Stark. Der SFB produzierte den Film unter der Regie von Ralph Bohn und wurde am 8. Juli 2001 in Das Erste zum ersten Mal gesendet.
In dieser 473. Tatortfolge entwirren die Kommissare Ritter und Stark ein kompliziertes Geflecht aus Lügen, Misstrauen und Hass. Ein geplanter Überfall endet mit einem Familiendrama.

## Handlung
Bei einem misslungenen Überfall auf einen Geldboten wird dieser von dem Räuber erschossen. Als sich der Täter zurückziehen will, kann er sein zugeparktes Auto nicht nutzen und flieht kurzerhand mit dem Wagen einer Bankkundin. Erst während der Fahrt bemerkt er ein Mädchen, das sich auf dem Rücksitz befindet. Dieses wird glücklicherweise kurze Zeit später unverletzt aufgefunden. Der Täter hatte es samt Auto in einer Seitenstraße abgestellt.
Ritter und Stark werden zum Ort des Überfalls gerufen und stellen fest, dass an diesem Tag ein wesentlich höherer Geldbetrag geliefert werden sollte, als es sonst der Fall ist. Daher vermuten sie, dass der Täter davon wusste. Seltsamerweise hat der Pelzhändler Peter Forster diesen hohen Geldbetrag extra bestellt und der Räuber flüchtet dann ausgerechnet in dem Auto seiner Ehefrau Jennifer Forster, die gerade in der Bank etwas erledigen wollte. Mithilfe von Maike Forster können die Ermittler ein Phantombild des Täters erstellen und erfahren, dass er zur Tarnung einen Kopfschutz aus Leder getragen hatte. Dieser Hinweis führt die Ermittler zu einem Boxclub, wo der Trainer anhand des Phantombildes seinen Box-Schüler Nico Durow erkennt. Als dieser die Polizisten bemerkt, flüchtet er und wird dabei zufällig von Maike und ihrer Mutter gesehen. Zunächst will Jennifer Forster die Polizei rufen, doch kommt ihr die Idee, diesen Mann für ihre persönlichen Ziele zu nutzen. Dafür, dass sie ihn nicht verrät, soll er ihr dabei helfen, sie vor ihrem Mann und seinen Plänen zu schützen. Der gebürtige US-Amerikaner will allein mit der Tochter nach Amerika fliegen. Ihre Ehe ist zerrüttet und im Streit um das Kind kämpfen beide mit allen Mitteln. Die Situation spitzt sich zu, als Peter Forster nach einem Streit seine Frau aus der gemeinsamen Wohnung aussperrt.
Am nächsten Tag wird Peter Forster erschlagen im Haus aufgefunden und Maike Forster ist verschwunden. Die Polizei geht von einem Entführungsfall aus, doch taucht im Laufe des Tages das Mädchen wohlbehalten auf dem Präsidium bei Ritter und Stark auf. Das clevere Mädchen war aus dem Fenster geklettert, als es merkte, dass ein fremder Mann im Hause war. Ein Taxifahrer brachte Maike dann zur Polizei und sie verrät den Ermittlern, dass es der gleiche Mann gewesen wäre, der auch das Auto geklaut hätte und sie wisse, wo er wohnen würde. So führt sie die Ermittler zu der kleinen Eckkneipe, wo sie Nico Durow gesehen hatte. Als sie dort eintreffen, hat der Gesuchte Jennifer Forster in seiner Gewalt. Sie hatte ihn beauftragt, Maike aus ihrer Wohnung zu holen, und wollte nun, dass er ihr das Kind übergeben sollte. Dass Maike gar nicht in seiner Obhut war, ahnte sie nicht und geriet daraufhin mit ihm in Streit. Aus Angst festgenommen zu werden, flüchtet Durow auf das Dach des Gebäudes und stürzt sich von dort in den Tod.

## Hintergrund
Der lange Arm des Zufalls wurde von ProVobis Film im Auftrag des Sender Freies Berlin (SFB) produziert. Die Dreharbeiten erfolgten in Berlin. Der Ex-Profi-Boxer Axel Schulz ist bei einem Gastauftritt als Box-Coach zu sehen.

## Rezeption

### Einschaltquoten
Bei seiner Erstausstrahlung am 8. Juli 2001 wurde die Folge Der lange Arm des Zufalls in Deutschland von 7,68 Millionen Zuschauer gesehen, was einem Marktanteil von 24,70 Prozent entsprach.

### Kritik
„Ganz schön dick aufgetragen, aber unterhaltsam“, fanden die Kritiker der Fernsehzeitschrift TV Spielfilm und meinten, dieser Tatort bietet „bitter-tragische Kettenreaktionen“.